# Jamie Green
James Roger "Jamie" Green (Leicester, 14 de junho de 1982), é um automobilista britânico que competiu na Deutsche Tourenwagen Masters entre 2005 e 2020, sendo vice-campeão em 2015 e terceiro colocado em 2012, 2016 e 2017. Foi campeão da Fórmula 3 Euro Series em 2004.

## Biografia
James Roger Green, ou Jamie, como é carinhosamente chamado, nasceu em Leicester e vem de uma família de pilotos que competiram na Stock Car Britânica, que também inclui seu irmão Nigel. Jamie é torcedor do Leicester City, reside em Mônaco, é casado com Ginny e tem três filhos: William "Will" Green, Zachary "Zac" Green, e Georgiana, nascida em 2016. Will e Zac também são pilotos, com Jamie criando uma equipe (Jamie Green Racing) para seus filhos disputarem campeonatos de kart, e Will entrou para a Williams Driver Academy em 2024.

## Carreira

### Anos iniciais
Jamie Green começou a correr de BriSCA Minstox aos dez anos, sendo campeão britânico na primeira temporada. Depois, avançou para o kart, sendo campeão da Junior-ICA em 1997, e da Formula A Winter Series em 2000. Green esteve ligado à Mercedes desde o começo da carreira, tendo enfrentado os futuros campeões de F1 Lewis Hamilton e Nico Rosberg por diversas vezes.
Disputou a Renault Winter Series de 2001, depois correu na Fórmula Renault 2.0 Britânica em 2002. Com duas vitórias e mais cinco pódios, Green foi vice-campeão, ficando atrás de Danny Watts por 54 pontos e superando Hamilton por cinco pontos. Por seus resultados, foi selecionado para disputar o prêmio McLaren Autosport BRDC com mais outros cinco compatriotas, incluindo Watts. Mas Green superou a todos eles e ficou com o prêmio, que incluiu um teste com um carro de Fórmula 1 da McLaren.
Em 2003, correu na tradicional Fórmula 3 Inglesa pela equipe Carlin. Venceu quatro vezes e teve mais oito pódios, sendo mais uma vez vice-campeão, com 71 pontos a menos que o campeão Alan van der Merwe e com seis pontos a mais que o terceiro colocado Nelson Piquet Jr., que viria a ser campeão dessa mesma categoria no ano seguinte.
Green disputou oito provas da Fórmula 3 Euro Series em 2003, tendo como melhor resultado um terceiro lugar. Continuou na categoria em 2004, correndo pela ASM, melhor equipe da época, e terminou sendo campeão com sete vitórias e catorze pódios em vinte corridas. Somou 139 pontos, superando o vice Alexandre Prémat por 51 pontos, e Green também bateu nomes como Hamilton, Rosberg, Robert Kubica e muitos outros.
A imprensa noticiou que Green esteve perto de correr na GP2 Series em 2005 pela ART, nova versão da ASM, e em entrevistas posteriores, o piloto confirmou a informação, mas que ele e seu empresário consideraram isso um "salto para o desconhecido", e Green decidiu aceitar a proposta de correr na DTM. Assim, Nico Rosberg e Alexandre Prémat formaram a dupla da ART para a GP2, com o primeiro sendo campeão da temporada inaugural da categoria. Green também chegou a pilotar de simulador na equipe da F1 McLaren, e a testar um carro da equipe no fim de 2004, mas o piloto acreditou que a equipe demonstrava mais preferência por Lewis Hamilton, que estava com eles desde o cartismo. 2005, ano em que Green abandonou as corridas de monopostos, também foi o ano em que Hamilton se tornou campeão da Euro Series na equipe que Green correu, alcançando mais que o dobro de vitórias. Hamilton venceu também a GP2 pela ART em 2006, e fez sua estreia na F1 pela McLaren um ano depois.

### DTM

#### Mercedes (2005–2012)
Green estreou na DTM em 2005, sendo apoiado pela Mercedes-Benz. Correu na Salzgitter AMG-Mercedes ao lado de Bruno Spengler e conquistou seu primeiro pódio em Oschersleben, finalizando a temporada de estreia em sexto, com 29 pontos, ficando atrás de Mika Häkkinen por um ponto e superando Jean Alesi por sete pontos. No duelo com seu companheiro Spengler, Green foi superior, ficando dez posições acima do canadense e fazendo quase seis vezes mais pontos.
Em 2006, mudou para a HWA Team juntamente com Spengler, também sendo companheiro de Bernd Schneider e Häkkinen. Green fez sua primeira pole em Lausitz, e alcançou mais três pódios, fechando o ano em quinto, com 31 pontos. Na disputa com os companheiros da HWA, Green só superou Häkkinen, sexto colocado, por uma vantagem de seis pontos. Bruno Spengler, que subiu junto com ele, foi vice-campeão e marcou mais que o dobro de pontos, enquanto Schneider faturou o seu quarto título, somando quarenta pontos a mais que o britânico.
2007 marcou as primeiras vitórias de Green na DTM, com ele triunfando pela primeira vez em Barcelona e repetindo a dose na corrida que encerrou a temporada, em Hockenheimring. Ele foi o quarto colocado, com 34,5 pontos, e dessa vez, no duelo interno da HWA, Green só ficou abaixo de Spengler, mais uma vez vice-campeão. 2008 viu Mika Häkkinen se despedir da categoria, com Paul di Resta entrando em seu lugar, e também mais duas vitórias de Green, que alcançou mais dois pódios. Ele voltou a ser o quarto no campeonato, mas dessa vez, somou 52 pontos. Green foi superior a Spengler pela primeira vez desde 2005, mas ficou atrás de Di Resta, novo vice-campeão.
Green passou para a Persson Motorsport em 2009, onde correu com carros do ano anterior e foi companheiro de Susie Stoddart, pilota que se tornou conhecida por seus trabalhos como dirigente e como esposa de Toto Wolff, chefe da Mercedes na F1. O britânico venceu só uma vez e ficou em sétimo, com 27 pontos, ficando nove posições acima de Stoddart, que não pontuou na temporada. Em 2010, Green e Stoddart ganharam a companhia de Congfu Cheng, e Jamie também teve apenas uma vitória, mas fez mais dois pódios, sendo o sexto colocado, com 32 pontos, e foi novamente o melhor piloto da Persson no ano.

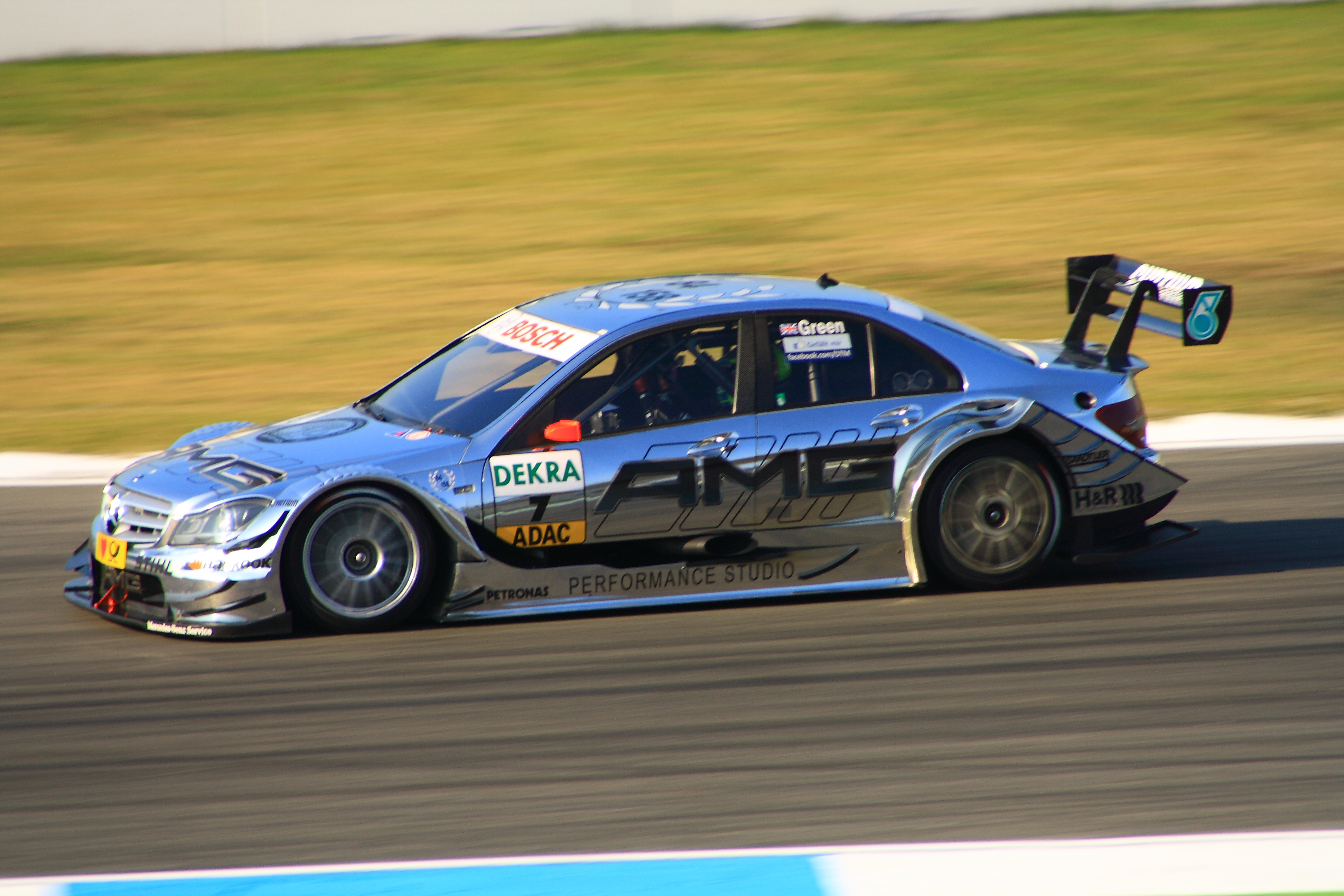
Green em 2011, no carro da Mercedes HWA

Em 2011, Green voltou para a HWA, revendo Bruno Spengler e tendo como novos parceiros o ex-F1 Ralf Schumacher e Gary Paffett, campeão de 2005 e que vinha de dois vice-campeonatos consecutivos. Green teve como melhores resultados um segundo lugar em Norisring e uma vitória em Hockenheimring, ficando em quinto, com 35 pontos, e no duelo interno da equipe, foi melhor do que Schumacher e Paffett, mas voltou a perder para Spengler.
A DTM passou por reestruturação em 2012, buscando se aproximar mais da Fórmula 1. Green e Ralf Schumacher foram remanejados para a Mercedes AMG HWA, enquanto Paffett ficou na HWA Team e recebeu Christian Vietoris, substituto de Bruno Spengler, que se transferiu para um dos carros da BMW, nova montadora da categoria. 2012 marcou a melhor temporada de Green na categoria até então. Ele pontuou em todas as etapas, fazendo três pódios, incluindo uma dobradinha mercedista com Paffett em Hockenheim e uma vitória conquistada na última curva em Norisring. Green também se destacou na prova extracampeonato do Estádio Olímpico de Munique, vencendo a primeira das duas corridas de duplas com Ralf Schumacher. Jamie fechou o ano sendo o terceiro colocado, com 121 pontos, ficando abaixo de Paffett, vice-campeão, e de Spengler, que conquistou seu primeiro título.

#### Audi (2013–2020)

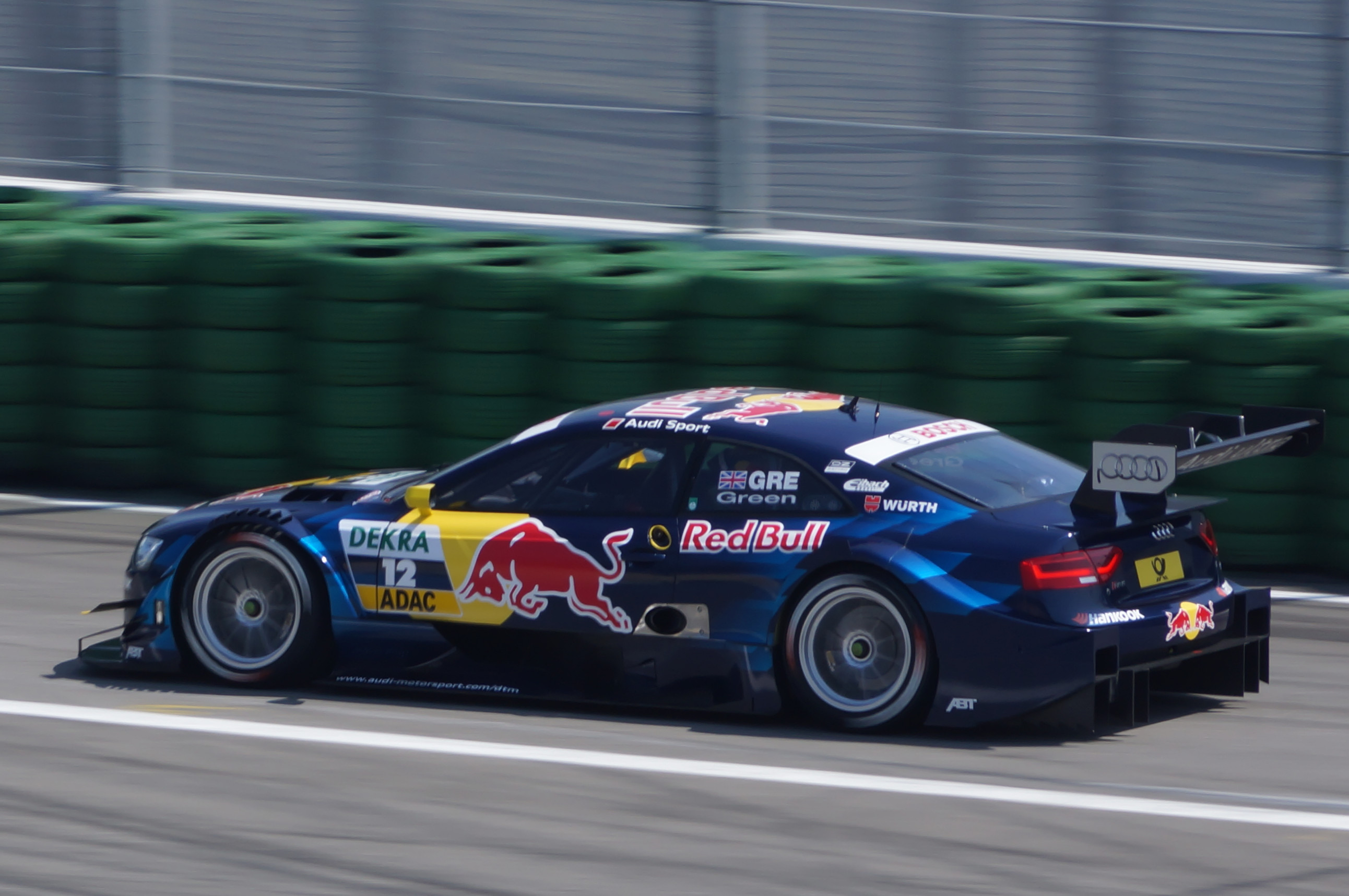
Carro de Green em 2013, primeiro ano de sua parceria com a Audi

Em 2013, Green se transferiu para a Abt Sportsline, equipe ligada à Audi, e foi companheiro de Mattias Ekström, bicampeão da DTM. Teve um ano irregular, pontuando em quatro de dez etapas e conseguindo apenas um pódio em Oschersleben, sendo o 11º colocado, com 35 pontos, e somou quase a metade da pontuação de Ekström, sétimo colocado.
Na temporada 2014, Green correu na Team Rosberg ao lado de Nico Müller e voltou a pontuar em apenas 40% das provas do campeonato, mas em compensação, teve dois pódios, que o ajudaram a fechar o ano na décima posição, com 43 pontos. Ele também superou seu companheiro Müller por ampla margem, marcando mais que o quádruplo de pontos somados pelo suíço.
Em 2015, a DTM passou por diversas mudanças, incluindo uma que obrigou os pilotos a adotarem numeração fixa, e Green escolheu o número 53 para estampar seu carro. Disputou o título com Pascal Wehrlein, da sua antiga equipe HWA e novo protegido da Mercedes. Green teve quatro vitórias, o dobro das conquistadas por Wehrlein, mas deixou de pontuar em nove das dezoito etapas, e ainda se prejudicou após seu carro falhar enquanto ele liderava a corrida no Red Bull Ring. Com isso, o título foi parar nas mãos do jovem Wehrlein, que viria a correr na Fórmula 1 no ano seguinte. Enquanto isso, Green conquistou o vice-campeonato após vencer a corrida de encerramento da temporada, superando o terceiro colocado Mattias Ekström por três pontos.
Em 2016, Green viu Müller se mudar para a Abt, enquanto o britânico recebeu a companhia de Adrien Tambay na Team Rosberg. Com uma vitória na corrida 2 de Zandvoort e mais cinco pódios, Jamie foi novamente o terceiro colocado, com 145 pontos, ficando atrás do vice-campeão Edoardo Mortara por 57 pontos e do campeão Marco Wittmann por 61 pontos.
Para a temporada seguinte, Green teve René Rast como novo companheiro. Jamie brigou pelo título, somando três vitórias e um segundo lugar, mas terminou o campeonato em terceiro, com 173 pontos, três a menos do que o vice Ekström e seis a menos do que seu companheiro Rast, que conquistou seu primeiro título.

2018 marcou um dos piores anos de Green na DTM desde sua estreia em 2005. O britânico não obteve nenhum pódio, tendo um quinto lugar no Red Bull Ring como melhor resultado. Ele ficou em 18º lugar, a última posição dentre os pilotos que fizeram a temporada completa, e somou apenas 27 pontos, a metade dos acumulados pelo décimo sétimo, Loïc Duval. Enquanto isso, seu companheiro Rast foi vice-campeão após travar uma batalha intensa pelo título com Paffett, que conquistou seu quinto e último título na DTM.

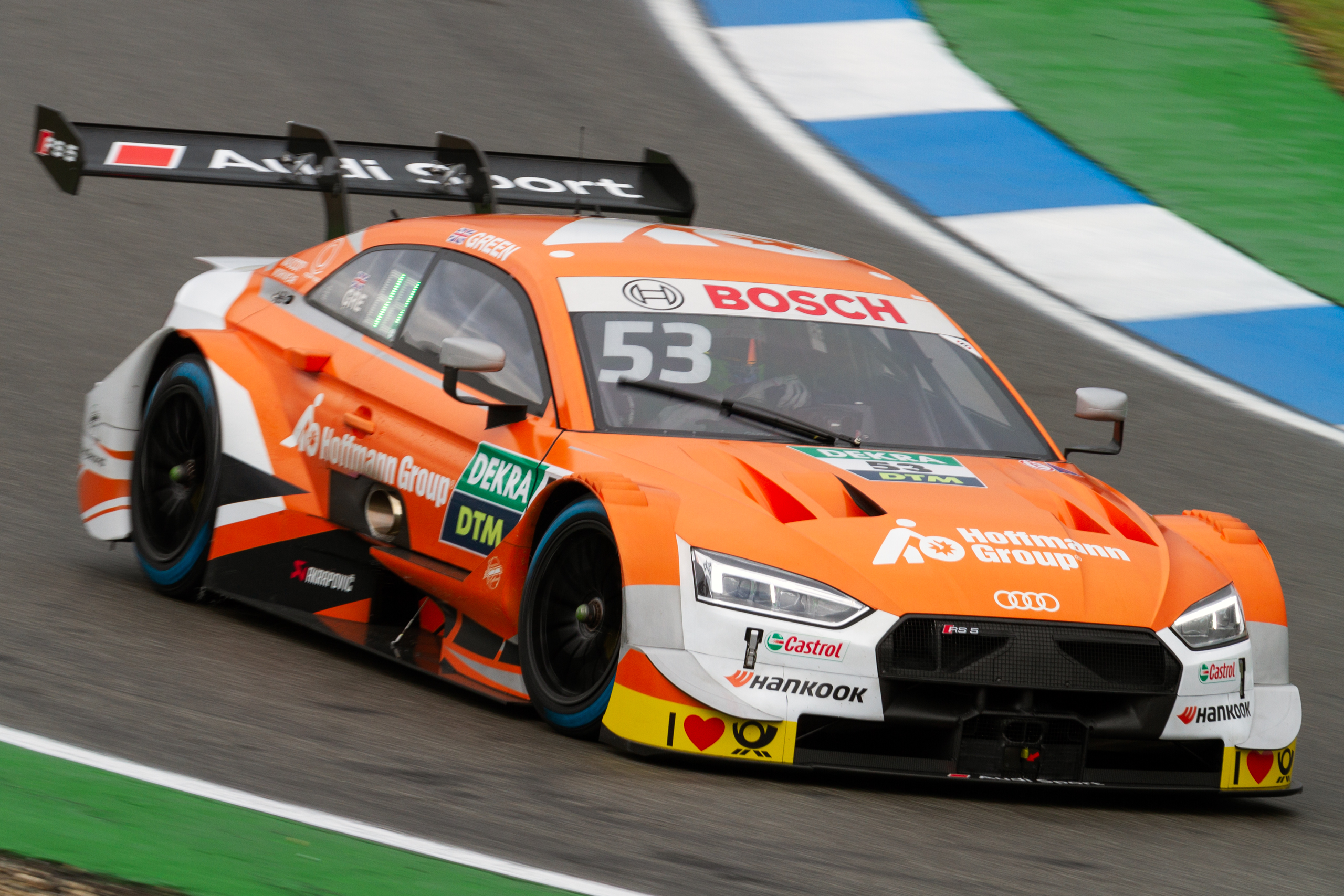
Carro de Green na DTM em 2019.

Em 2019, Green voltou ao pódio na corrida 2 em Zolder. Ele perdeu a rodada de Misano por conta de uma apendicite, sendo substituído por Pietro Fittipaldi, mas retornou em Norisring. Green voltou a vencer em Nürburgring, e fechou o ano com 115 pontos, sendo o oitavo colocado. Enquanto isso, seu companheiro René Rast conquistou o bicampeonato de forma dominante.
A pandemia de COVID fez com que o início da temporada 2020 fosse adiado de março para agosto. Green fez três pódios, com o melhor resultado sendo o segundo lugar na corrida de abertura em Spa-Francorchamps. Ele terminou em oitavo lugar, com 98 pontos, apenas três a mais do que Marco Wittmann, e muito abaixo de Rast, que se tornou tricampeão da DTM naquele mesmo ano.
A Audi não renovou o contrato de Green, que deixou a DTM ao final da temporada.

### Gran Turismo
Green disputou algumas provas da Blancpain GT World Challenge Europe em 2017 e 2019.

### Stock Car
Green participou da corrida de duplas da Stock Car Brasil em 2017, como convidado da Prati Donaduzzi, e correndo com Júlio Campos. A dupla não completou a prova por conta de um problema no carro. Em entrevistas, Green se queixou da falta de visibilidade da pista, mesmo assim, expressou desejo de retornar à competição no futuro.

### Fórmula E
No início de 2019, Green participou do teste de novatos da Fórmula E em Marraquexe, correndo pela Audi Sport ABT ao lado de Nico Müller.